# Ah あなたに会いに行かなきゃ
「Ah あなたに会いに行かなきゃ」（アー あなたにあいにいかなきゃ）は、高岡亜衣の6枚目のシングル。

## 内容
TBS『BODY』、チバテレビ『MU-GEN』エンディングテーマ。3曲入りシングルは現時点で最後である。

## 収録曲
1. Ah あなたに会いに行かなきゃ
作詞・作曲：高岡亜衣 / 編曲：小林哲
2. I need you for my life
作詞・作曲：高岡亜衣 / 編曲：大賀好修
3. さぁ 頑張っていこうぜ Human!
作詞・作曲：高岡亜衣 / 編曲：大橋雅人
4. Ah あなたに会いに行かなきゃ(inst.)
作曲：高岡亜衣 / 編曲：小林哲

## 参加ミュージシャン
- 増崎孝司 (DIMENSION) - ギター(#1)
- 大賀好修 (nothin' but love・OOM・Sensation) - ギター(#2)
- 綿貫正顕 - ギター(#3)